# الکساندر آکسینین
الکساندر آکسینین (روسی: Александр Тимофеевич Аксинин) (زادهٔ ۴ نوامبر ۱۹۵۴ – درگذشتهٔ ۲۸ ژوئیهٔ ۲۰۲۰)  دونده اهل کشور شوروی بود.
وی در مسابقات کشوری و بین‌المللی در مجموع برندهٔ ۱ مدال طلا، ۱ مدال برنز شد.